# Gdanisko

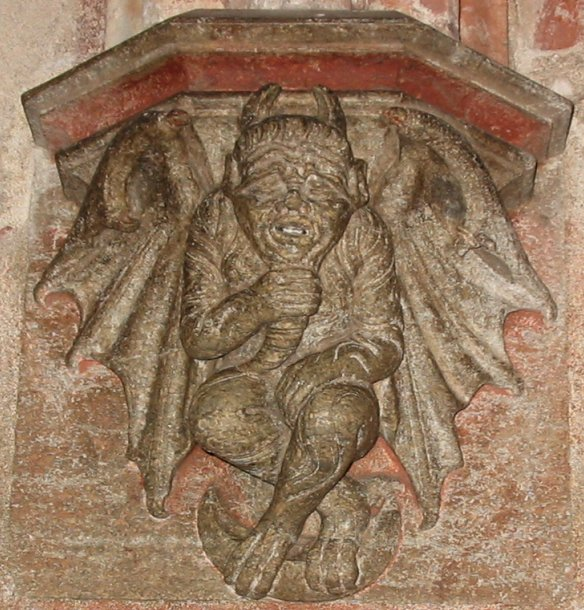
Diabełek – drogowskaz drogi do latryny na zamku malborskim

Gdanisko (dansker, danzker) – wykusz lub wieża usytuowana na zewnątrz linii murów obronnych i połączona z zamkiem krytym, biegnącym na wysokości pierwszego piętra, gankiem, który miał formę krytego przejścia wspartego na arkadach. Gdanisko występowało w średniowiecznych przede wszystkim krzyżackich zamkach warownych i pełniło funkcję wieży ustępowej (latryny). Zaopatrzone w strzelnice pełniły również funkcje obronne spełniając rolę dodatkowej wieży, wysuniętej przed obwód murów zamkowych.
Gdaniska budowano tak, by wszystkie nieczystości ze znajdujących się w nim szaletów spadały do fosy, odprowadzenie ich zapewniała płynąca poniżej woda.
Gdaniska były murowane z cegły lub drewniane, tak jak na zamku w Ragnecie.

## Przykłady
Przykłady zachowanych gdanisk to:
- Zamek w Malborku - częściowo zrekonstruowane gdanisko w 2. połowie XIX wieku. Ciekawym rozwiązaniem był sposób oznaczenia drogi do gdaniska, gdyż kierunek wskazywały swoimi ogonami rzeźbione wsporniki w kształcie diabełków.
- Zamek w Kwidzynie (największe gdanisko w Europie[5])
- Zamek krzyżacki w Toruniu (jedyna część zamku zachowana w całości), zwieńczenie wieży i ganku oraz sklepienia zostały zrekonstruowane w XX wieku.
- Zamek w Kowalewie Pomorskim (zachowany fragment)

Gdanisko znajdowało się również w zamku w Prabutach oraz na zamku w Tucholi ("wieża, którą zowią Gdańsk").

## Etymologia nazwy
Sporną kwestią jest etymologia nazwy wieży. Niektórzy uważają, jakoby nazwa była próbą poniżenia dobrego imienia Gdańska, które to miasto wielokrotnie sprawiało kłopoty i buntowało się przeciwko Krzyżakom. Inna teoria mówi o wpływach języka pruskiego, w którym dansk miało oznaczać "mokry, wilgotny".

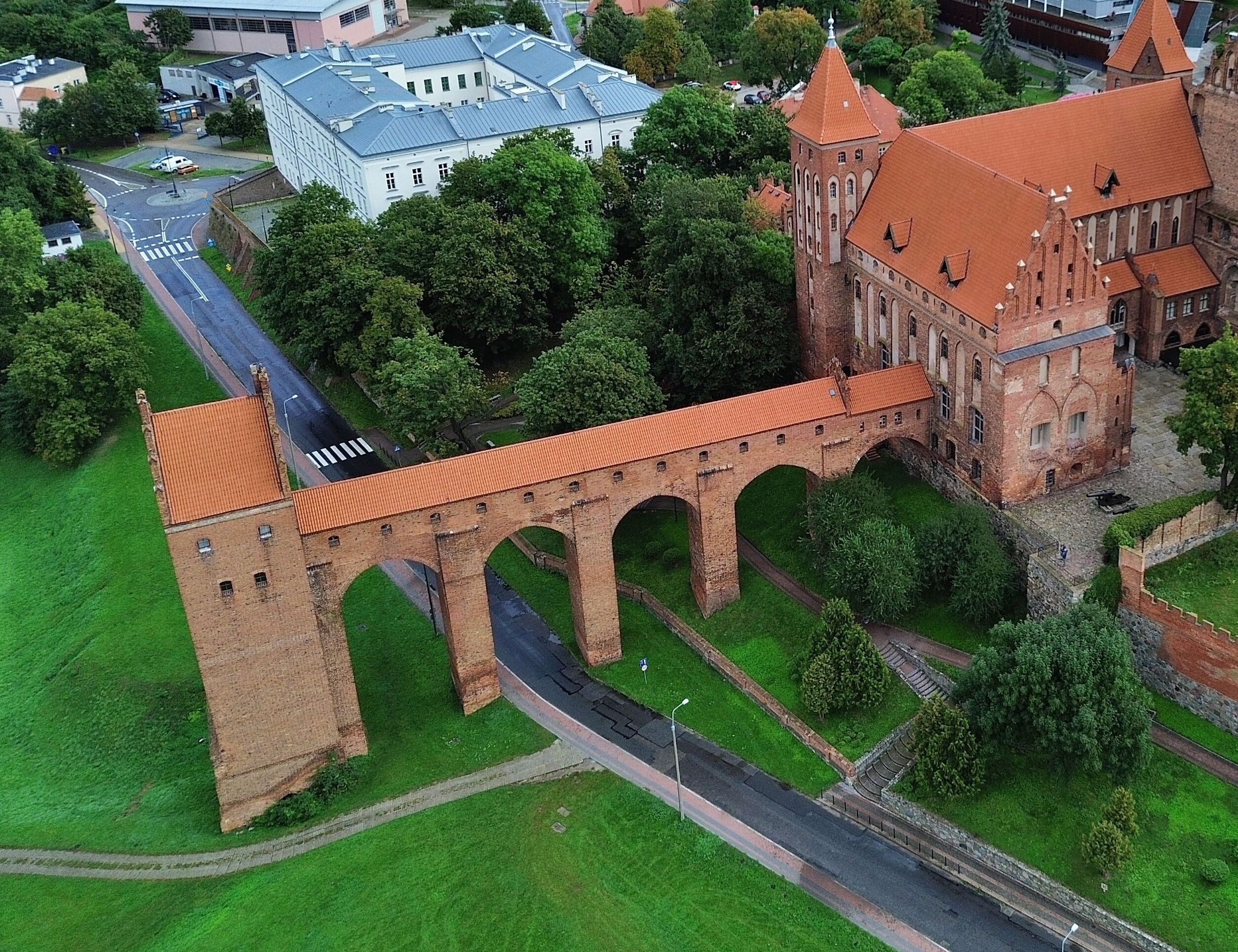
Gdanisko zamku w Kwidzynie
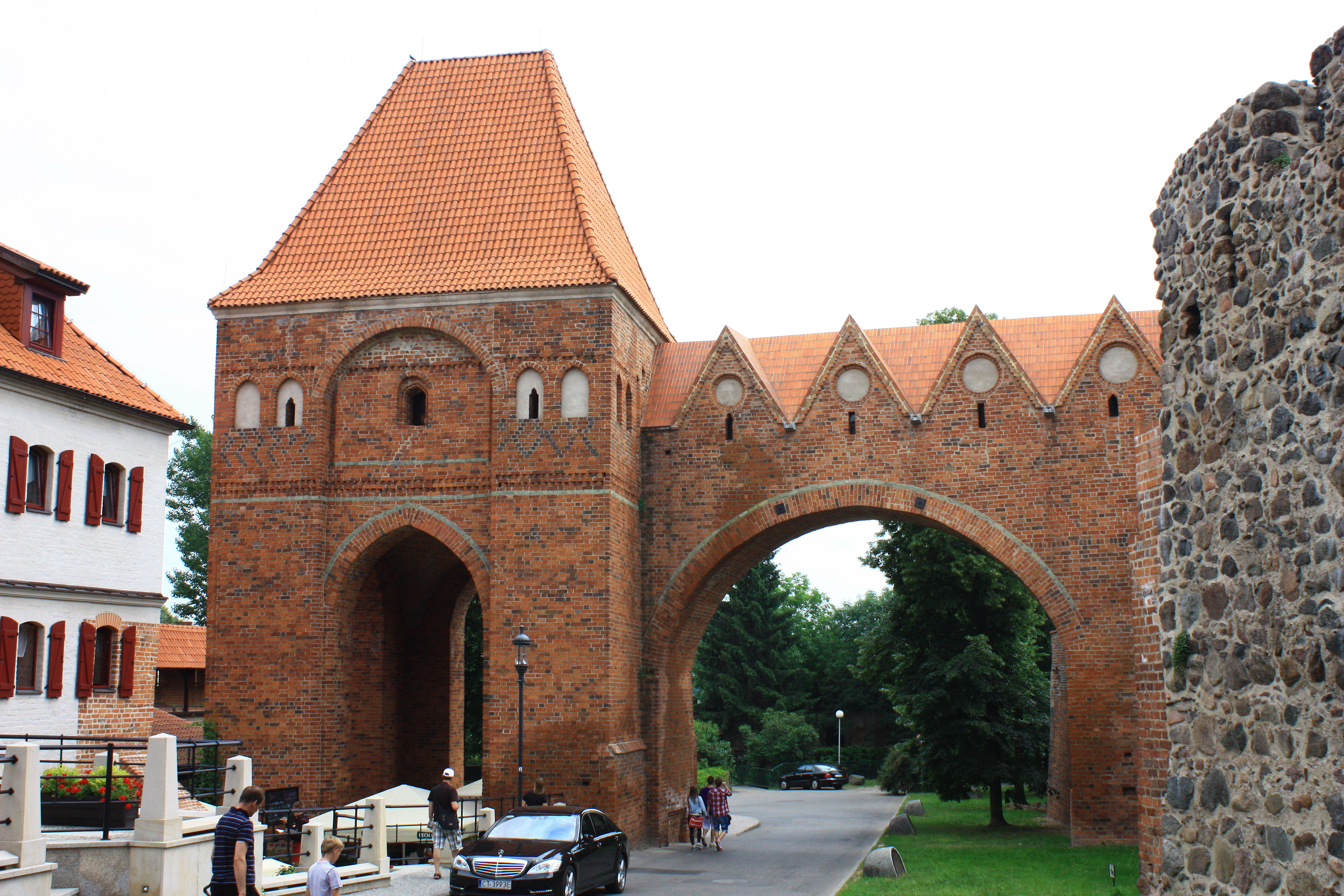
Gdanisko zamku w Toruniu
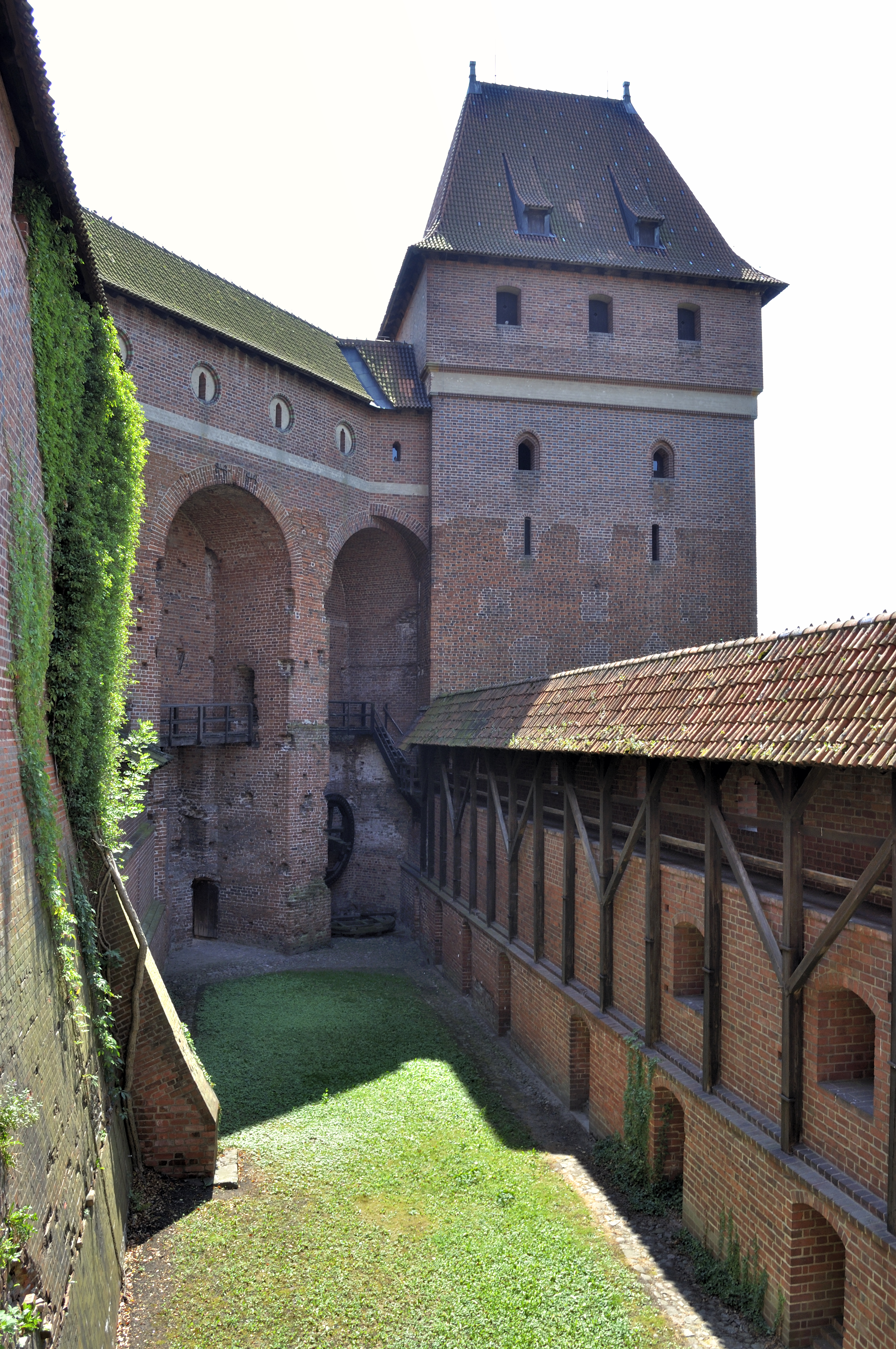
Gdanisko na Zamku Górnym w Malborku
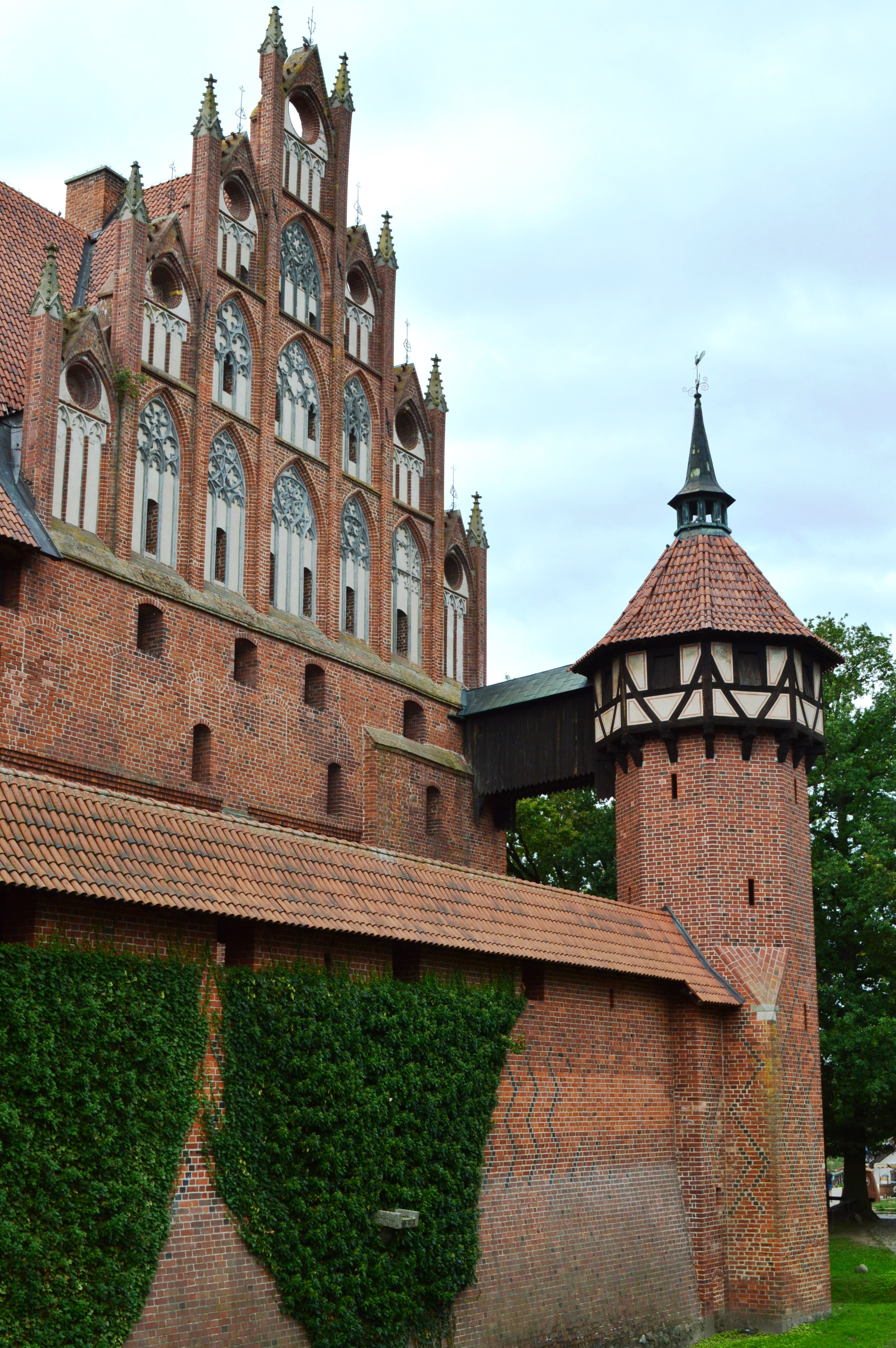
Malbork - Kurza Stopa na Zamku Średnim
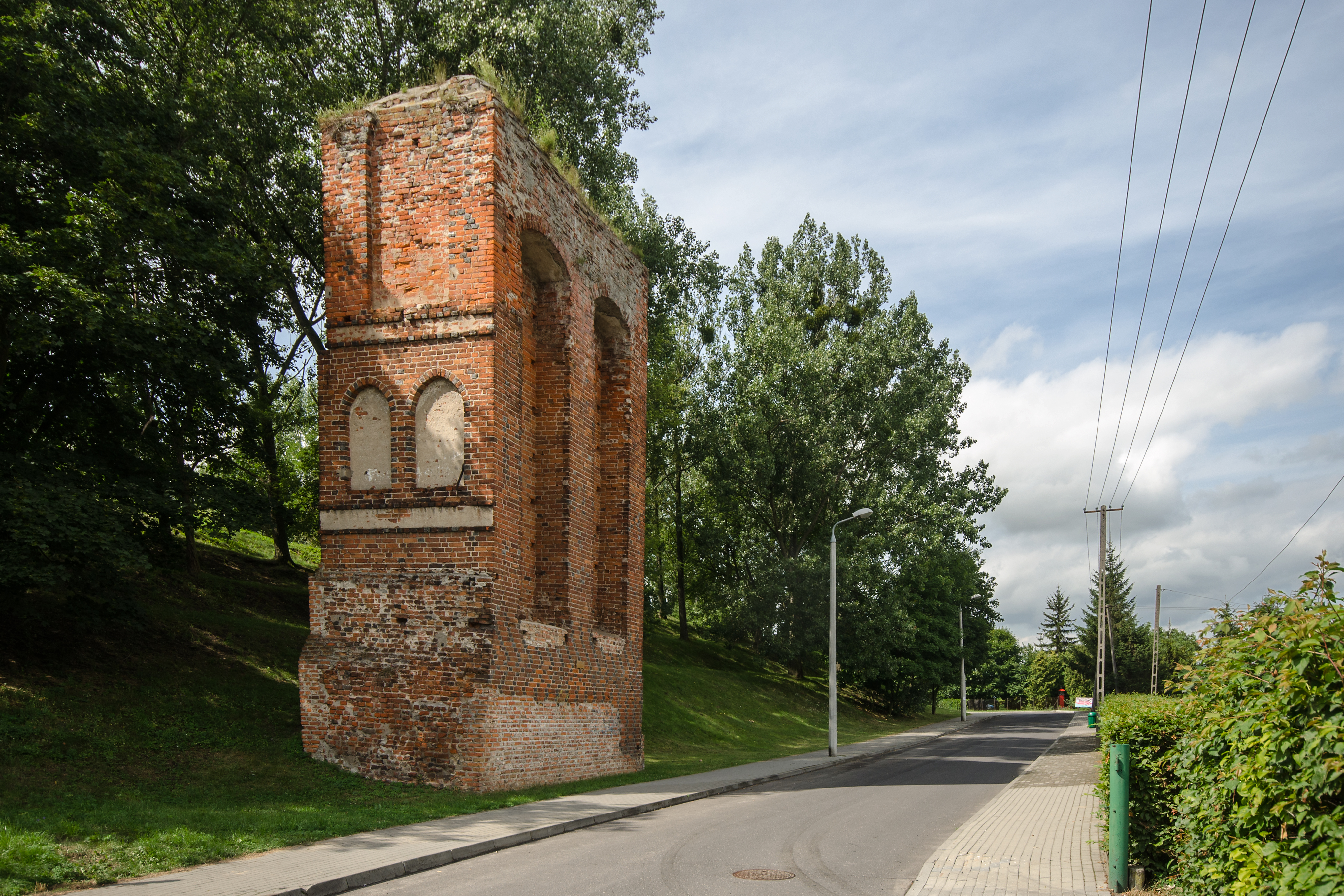
Fragment gdaniska zamku w Kowalewie